# 연와탕

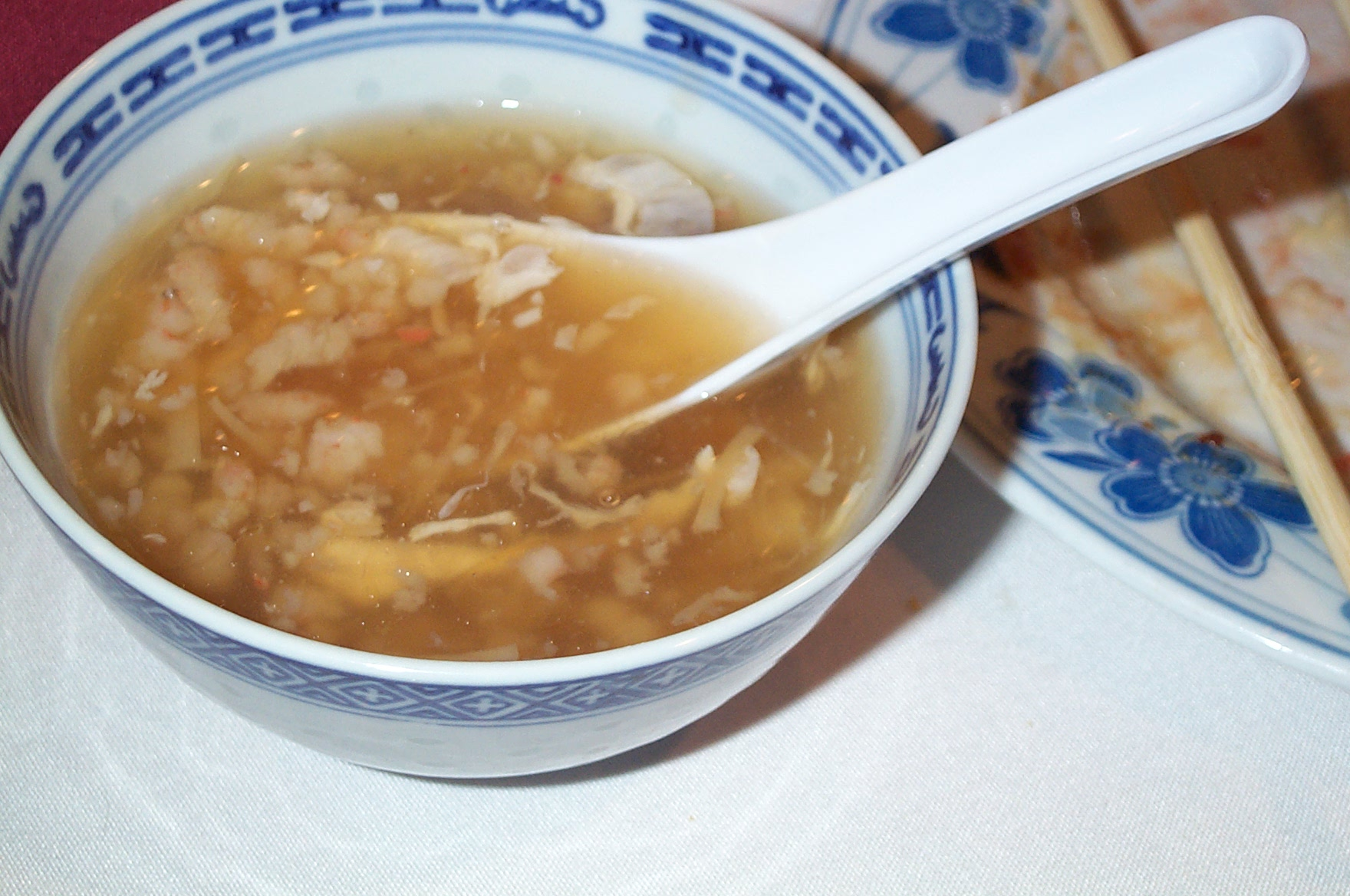
연와탕

연와탕(燕窩湯)은 중국의 최고급 요리 특히 광둥 요리의 진미 중 하나이다. 연와탕을 연와라고 부르기도 한다. 연와 자체만으로는 제비집이라는 뜻이지만, 연와를 이용한 음식의 통칭이기도 하다. 이름이 의미하는 바와는 달리 식재료로 사용되는 제비집은, 제비 혹은 제비과에 속한 새의 둥지가 아닌 단지 외형만 제비와 유사한 칼새과, 특히 흰집칼새의 둥지를 이용한다.
흰집칼새와 같은 칼새과에 속한 몇 종류의 새 둥지가 이 요리의 주재료로 이용되어 요리에 독특한 질감(씹히는 맛)을 준다. 이러한 식용의 새 둥지는 인간이 소비하는 동물성 재료에서 가장 고가에 속한다. 이 둥지는 전통적으로 중국에서 4백년 이상 연와탕의 재료로 대부분 소비되어왔다.
둥지를 물에 녹이면 젤라틴의 질감을 가지게 된다. 요리 재료로 사용되는 둥지의 주성분은 흰집칼새의 타액선에서 분비되는 물질이고, 일반적으로 널리 알려진 바와는 달리 해조류 성분은 기본적으로 들어 있지 않다. 둥지의 주성분은 단백질과 다당류가 결합한 뮤신이고, 예로부터 미용과 건강에 좋다고 알려져 있다.

## 같이 보기
- 위츠탕

## 참고 문헌
1. ↑  Marcone, Massimo F. (2005) “Characterization of the edible bird’s nest the Caviar of the East”. Food Research International 38:1125-1134.
2. ↑  
Hobbs, Joseph J. (2004) “Problems in the harvest of edible birds’ nests in Sarawak and Sabah, Malaysian Borneo”. Biodiversity and Conservation 13: 2209-2226.

- Lau, Amy S.M. and Melville, David S. (April 1994) International Trade in Swiftlet Nests with Special Reference to Hong Kong Traffic Network 35pp. ISBN 1-85850-030-3